# Jiangpu, Sichuan
Jiangpu (kinesiska: 江普乡, 江普) är en socken i Kina. Den ligger i provinsen Sichuan, i den sydvästra delen av landet, omkring 520 kilometer söder om provinshuvudstaden Chengdu. Antalet invånare är 3 617. Befolkningen består av 1 761 kvinnor och 1 856 män. Barn under 15 år utgör 20,0 %, vuxna 15-64 år 65 %, och äldre över 65 år 13,0 %.
Genomsnittlig årsnederbörd är 1 003 millimeter. Den regnigaste månaden är juli, med i genomsnitt 267 mm nederbörd, och den torraste är januari, med 4 mm nederbörd.